# Joal-Fadiouth
Joal-Fadiouth ist eine Küstenstadt im Départements Mbour in der Region Thiès, gelegen im Westen des Senegal an der Atlantikküste Petite-Côte. 

## Geographische Lage
Joal-Fadiouth ist an der bevölkerungsreichen Petite-Côte die südlichste Stadt in dem Küstenabschnitt, der zur Region Thiès gehört. Sie liegt an der Grenze der Region Fatick, 94 Kilometer südöstlich von Dakar und 34 Kilometer von der Départementspräfektur Mbour entfernt. 
Die Stadt besteht aus den drei Stadtteilen Ngazobil, Joal und Fadiouth. Das Stadtgebiet umfasst eine Fläche von 5035 Hektar und erstreckt sich entlang der Küste auf einer Länge von etwa zehn Kilometer.
Im Norden liegt das Dorf Ngazobil und erhebt sich auf felsigen Kalksteinklippen über dem Meer. Südlich von Pointe Senti nimmt der Stadtteil Joal den Hauptteil des Stadtgebietes ein und erstreckt sich entlang eines breiten Sandstrandes, der auf gesamter Länge als Liegeplatz einer ganzen Flotte von Pirogen dient, und der in einer nehrungsartigen schmalen Halbinsel endet. In der Bucht hinter der Halbinsel liegt der Stadtteil Fadiouth auf der aus Muschelschalen aufgeschütteten Île de Fadiouth, umgeben von der Flachwasserzone der Mamanguedj-Lagune.
Diese Lagune und die angrenzenden amphibischen Uferzonen machen 60 Prozent des Stadtgebietes aus, liegen also dauernd oder zeitweise unter dem Meeresspiegel.

## Geschichte
Joal-Fadiouth war zuerst ein Kanton, dann ein Kreis (cercle). Den Status einer Stadt (commune de plein exercice) erlangte sie im Rahmen des Gesetzes 66-20 vom 1. Februar 1966, ergänzt durch das Dekret n° 72-82 vom 3. Februar 1972. Sie umfasste in ihren Grenzen die Ortschaften Joal, Fadiouth und Ngazobil.
In den ersten Jahren litt das neue Gemeinwesen so heftig unter der Rivalität zwischen den Einwohnern von Joal und denen von Fadiouth, dass der damalige Staatspräsident Léopold Sédar Senghor, der in Joal geboren war, zweimal neutrale Vermittler mit der Leitung der Stadtverwaltung betrauen musste. Auch der Präfekt des Départements Mbour musste zeitweise die Leitung übernehmen.
Erst seit 1972 lag die Verwaltung der Stadt in den Händen eines gewählten Bürgermeisters (maire), unterstützt von zwei bis drei Stellvertretern (adjoint), sodass beide rivalisierenden Stadtteile in den Leitungsfunktionen repräsentiert waren. Gewählt für anfangs jeweils sechsjährige (aktuell fünfjährige) Amtszeiten amtierten folgende Bürgermeister:
- 1972 bis 1989 Emmanuel Sobel DIOUF (Fadiouth)
- 1989 bis 2014 Paul NDONG (Joal)
- 2014 bis 2019 Boucar DIOUF (Joal)

Der 50. Jahrestag der Stadtgründung war Anlass für eine Festwoche im April 2016.

## Bevölkerung
Die letzten Volkszählungen ergaben für die Stadt jeweils folgende Einwohnerzahlen:
| Jahr | Einwohner |
| ---- | --------- |
| 1976 | 11.170    |
| 1988 | 19.003    |
| 2002 | 32.991    |
| 2013 | 45.903    |

## Verkehr
Joal-Fadiouth wird nicht von dem Fernstraßennetz im Senegal erschlossen. Vielmehr ist sie Endpunkt einer in Mbour von der N 1 abzweigenden 34 km langen asphaltierten Küstenstraße. Die Verbindung zwischen den Stadtteilen Joal und Fadiouth wird außer durch Boote durch eine 500 Meter lange hölzerne Fußgängerbrücke gewährleistet.
Dem Verkehr in das touristisch bedeutsame UNESCO-Biosphärenreservat Saloum-Delta dient eine asphaltierte Straße, die von Joal aus durch einige im Küstenhinterland liegende, der Gezeitenströmung und dem Tidenhub ausgesetzte amphibische Gebiete über den Verkehrsknoten Samba Dia nach Palmarin Facao, Fissel oder Ndangane führt.

## Städtepartnerschaften
- Baker (Louisiana), USA
- Brikama, Gambia
- Fuenlabrada, Spanien
- Granby (Québec), Kanada
- Nogent-sur-Seine, Frankreich

## Persönlichkeiten der Stadt
- Léopold Sédar Senghor (1906–2001), Präsident Senegals 1960 bis 1980
- Augustin Simmel Ndiaye (* 1959), römisch-katholischer Geistlicher, Bischof von Saint-Louis du Sénégal
- Amadou Ndiaye (* 1992), Hürdenläufer